# Altinho
Altinho est une municipalité brésilienne située dans l'État du Pernambouc.